# 300 (漫畫)
《300》（又译作：300斯巴达勇士）是一部1998年出版的战争历史漫画。由弗兰克·米勒创作，林恩·华莱为漫画上色，黑马漫画出版发行。 题材取自于公元前480年发生的，希腊和波斯之间的温泉关战役。

## 作品
漫画的每一页都是双面彩绘的。硬皮珍藏版的页面宽度是普通版本宽度的两倍。作者的绘画风格和他以前的漫画作品《罪恶之城》相同，虽然两者在颜色方面有很明显的区别。
原始的漫画是由黑马漫画公司出版的5月连载限量版，共五期，每月一期。发行自1998年5月开始，1998年9月截止。这五期的标题分别是： 《尊敬（Honor）》、 《责任（Duty）》, 《荣耀（Glory）》, 《战斗（Combat）》 和 《胜利（Victory）》。

## 情节
公元前480年，波斯国王薛西斯一世率五十万大军、战舰一千多艘，大举进攻希腊。并一路南下逼近温泉关（Thermopylae）。不可一世的薛西斯一世还向希腊各城邦发出劝降书，希望小邦们不战自降。这其中自然也包括斯巴达。结果，薛西斯的使者在众多希腊人的反抗热潮中吃尽了苦头。此时，为了抵御强敌，勇猛的斯巴达国王列奥尼达一世亲率由各处集结而来的希腊联军，率先赶到温泉关，扼守住地势险要的关隘之地。温泉关是从希腊北部南下的唯一通道，其关口极其狭窄，仅能容一辆战车通过，可谓“一夫当关，万夫莫敵”。 　　
斯巴达国王列奥尼达一世以其本国精兵300人及700名底比斯人和6000名希腊各其它城邦的联军在温泉关抵挡数量上远远超过他们的波斯军队长达三天。列奥尼达的军队挡住了当时认为唯一能通往希腊的通道，使得波斯军队在头两天不得寸进，并且死伤惨重。但因为一个希腊当地的居民背叛希腊阵营，带领波斯军队沿着山区的小径绕到希腊联军的后方，措不及防的希腊守军很快的就被击溃。为保存实力，列奥尼达一世在腹背受敌的情况下，命令希腊联军的主力撤退，以保存实力。而自己亲率三百名斯巴达勇士断后，抵抗汹涌而至的数万波斯军队。战斗异常惨烈，最终虽然三百勇士全部战死，但也让波斯军队在攻破温泉关一战中关付出了两万人死伤的惨痛代价。

## 评论
- 著名的漫画作家阿兰·摩尔批评这部漫画在角色对待同性恋方面有历史性的错误。他评论说：

斯巴达尤其以强迫军人同性恋而著名，这一点甚至比他们在温泉关战役上面的辉煌表现更加引人注目。而在这部漫画中，在作者笔下，一位斯巴达战士竟然嘲笑懦弱的雅典士兵为“同性恋者（Those boy-lovers.）”我在这里并无意非难作者对于同性恋的道德理解。我只是希望作者在写作之前多做一些调查。
- 作者回应上面的批评时说：

准确的讲，作为一名斯巴达战士，几乎肯定会受到同性恋的训练。但是同样有证据证明他们极力掩饰自己是同性恋的事实。如果假定这个人是在自欺欺人，也并不是很大的思维跳跃。事实上英语中“虚伪（Hypocrisy）”这个单词正是来源于希腊语。
- 知名评论家亚伦·艾伯特（Aaron Albert）评论这部漫画时说：

虽然弗兰克·米勒在这部漫画中的描写中有很多地方并不符合历史，但是作者并非是把这部漫画当作历史传记来对待，作者更希望这部漫画是一部历史题材的戏剧剧本。作者在这部作品中给我们带来了激情和绚丽的视觉感受，特别是使用了很多超大幅面的版面。林恩·瓦利的出色的上色工作同样值得赞扬。

## 获奖
这个漫画系列获得了3个艾斯纳奖（1999年）：
1. “最佳限量版作品（Best Limited Series）”，授予弗兰克·米勒
2. “最佳画家（Best Writer/Artist）”，授予弗兰克·米勒
3. “最佳着色家（Best Colorist）”，授予林恩·华莱

## 收藏版
- ISBN 1-56971-402-9  硬皮, 88页, 黑马漫画公司出品

## 延伸阅读
- （英文） The Histories, by Herodotus
- （英文） The Hot Gates（英语：The Hot Gates）, by William Golding
- （英文） Thermopylae: The Battle for the West, by Ernle Bradford（英语：Ernle Bradford）
- （英文） The Western Way of War by Victor Davis Hanson（英语：Victor Davis Hanson）